# Аквамен
Аквамен (англ. Aquaman) — супергерой, появляющийся в комиксах издательства DC Comics. Создан Полом Норрисом и Мортом Вайзингером, дебютировал в More Fun Comics #73 (ноябрь 1941).
Аквамен может дышать под водой, телепатически общаться и управлять всеми формами морской жизни, а также плавать на больших скоростях. Также обладает сверхчеловеческими силой, скоростью, выносливостью и долголетием — всё это результат адаптации его тела для нахождения защищённым под огромным давлением океанских глубин.
В течение Золотого и Серебряного веков комиксов Аквамен был незначительным, но постоянным героем, присутствовавшим в побочных историях комиксов, главными героями в которых были другие персонажи. Как один из нескольких супергероев, присутствовавших в публикациях DC Comics в конце 1941-х гг., он был сделан членом Лиги Справедливости Америки, что обеспечило этому персонажу дальнейшее существование. Современный Аквамен стал более мрачным и более могущественным персонажем, часто изображаемым в праведном гневе.
Тем не менее, возможно из-за того, что он находился среди таких титанов, как Супермен, Бэтмен и Чудо-женщина, Аквамен часто становился объектом насмешек за ограниченные и «бесполезные» на первый взгляд силы.
В медиафраншизе «Расширенная вселенная DC» актёр гавайского происхождения Джейсон Момоа изображает персонажа в фильмах «Бэтмен против Супермена: На заре справедливости», «Лига справедливости», «Аквамен», «Флэш» и «Аквамен и потерянное царство», а также в сериале «Миротворец».

## Вымышленная биография
Первоначально в Серебряном Веке Артур Карри был сыном работника маяка по имени Том Карри и женщины по имени Атланна. Артур уже в подростковом возрасте демонстрировал невероятную силу и скорость, а также возможность дышать под водой и разговаривать с рыбами. Будучи при смерти, Атланна раскрыла мальчику правду: она была Королевой Атлантиды, находившейся в изгнании, и пообещала, что однажды Артур станет правителем семи морей. Его отец дал ему образование и научил управлять своими возможностями, что в конечном счёте помогло ему стать героем по имени Аквамен.
Его происхождение было изменено, когда вселенную DC перезапустили, после событий Кризиса на Бесконечных Землях. Орин был рождён в королевской семье Атлантиды. Но впоследствии выяснилось, что его отцом был не король Атлантиды, Трэвис, а бессмертный волшебник Атлан. Он предсказал ребёнку великое будущее и назвал его в честь своего предка Орином, обещая стать отцом ещё одного ребёнка, потому что два брата должны всегда биться за будущее Атлантиды. Трэвис немедленно узнал о том, что ребёнок не его, по цвету его волос (Орин был блондином), что указывало на то, что он может нести Проклятье Кордакса. Было объявлено, что у Королевы случился выкидыш, а сам ребёнок был оставлен на Милосердном Рифе. Но благодаря его способности общаться с обитателями морей, ребёнка вырастили дельфины. Его приёмная мать, Порм, дала ему имя Пловец, хотя Орин покинул эту семью, когда его приёмного брата, Дрина, убил рыбак.
Его следующая встреча с человечеством произошла, когда работник маяка, Том Карри, взял его к себе на воспитание, дав ему имя Артур Карри, прежде чем умер. Проводя время на Аляске, Артур влюбился в девушку-эскимоса по имени Како. Она была беременна, но Артур не знал об этом, так как демон Нулайук вынудил его покинуть Аляску. Вернувшись в Атлантиду, Артур был приговорён к каторжным работам в тюрьме под названием Аквариум. У него сложились добрые отношения с бывшим профессором Валко, который обучил его атлантскому; в это время он узнает, что его биологическая мать умерла. Первым супергероем, с которым встретился Орин, был Флэш. Он назвал Карри Акваменом во время пресс-конференции на берегу Полумесяца. После своего следующего возвращения домой Орин узнает, что профессор Валко возглавил восстание и потребовал его законного права на престол Атлантиды.
Это якобы было изменено во время Кризиса на Бесконечных Землях, что было раскрыто во время разговора с Джексоном Хайдом и показано в «Светлейшем Дне», что Артур опять стал сыном Атланны и Тома Карри.

## Силы и способности
Аквамен в превосходной физической форме: он чудовищно силён и с лёгкостью может поднять груз свыше 100 тонн, под водой его сила возрастает. Благодаря физиологии атланта он может дышать под водой, его глаза способны видеть в полной темноте, а его тело способно выдерживать огромное подводное давление. В совершенстве владеет боевым искусством, так же он превосходный стратег и дипломат. Имеет на вооружении неразрушимый магический трезубец, с его помощью он способен вызывать разряды молний и манипулировать водой. Его костюм, сделанный из сверхпрочной чешуи, дополняет его природную прочность, делая его практически неуязвимым. Его отличительная особенность — мощная телепатия, с помощью которой он может напрямую взаимодействовать с морскими обитателями. Природа этой способности менялась со временем: в ранних комиксах он управлял только морскими животными, а в современных комиксах он в состоянии телепатически влиять на любых живых существ, чьи эволюционные предки когда-либо жили в воде.

## Вне комиксов

### Телевидение
- В телесериале «Тайны Смолвиля» Аквамен в исполнении актёра Алана Ритчсона появлялся в четырёх эпизодах:

1. 5 сезон, 4 серия — «Аква»;
2. 6 сезон, 11 серия — «Справедливость»;
3. 8 сезон, 1 серия — «Одиссея»;
4. 10 сезон, 9 серия — «Патриот».

Также существует пилотная серия данного телесериала, посвященная персонажу (в исполнении актёра Джастина Хартли) — «Ныряльщик».

### Кино
- В 2004 году ресурс FilmJerk.com сообщил, что Алан и Питер Рич из Sunrise Entertainment вместе с Беном Грантом планируют перенести персонажа на большие экраны[12], но эта затея в итоге сорвалась. В июле 2009 года стало известно, что фильм про Аквамена находится в разработке в компании Леонардо Ди Каприо «Appian Way». Председатель компании Warner Bros. и главный исполнительный директор Барри Мейер[англ.] также сообщил, что фильм находится в стадии разработки.[13] Некий источник из Warner Bros. рассказал ресурсу The Wrap, что они обсуждают возможность создания больше фильмов о Человеке из стали, фильма Бэтмен против Супермена, а также «сольников» о Чудо-Женщине и Аквамене.[14][15][16]

### Расширенная вселенная DC
В Расширенной Вселенной DC от компании Warner Bros. и DC Comics Акваменa играет на большом экране Джейсон Момоа. Персонаж появляется в таких фильмах как:
- «Бэтмен против Супермена: На заре справедливости» (2016)
- «Лига справедливости» (2017)
- «Аквамен» (2018)
- «Флэш» (2023)
- «Аквамен и потерянное царство» (2023)

### Анимация
- Аквамен

10 августа 2013 года главный креативный директор DC Comics Джефф Джонс опубликовал сообщение на Твиттере на вопрос фаната о возможности создания анимационного фильма о персонаже, ответив на данный вопрос утвердительно. О сроках реализации будущего анимационного фильма про персонажа пока не заявлено. По слухам — за основу анимации будет взят сюжет одного из арков Джеффа Джонса.
- Лига справедливости: Новый барьер

Алан Ритчсон озвучил Артура Карри/Аквамена в мультфильме «Лига Справедливости: Новый барьер», основанном на графической новелле «DC: The New Frontier». В этом анимационном фильме он упоминается как «Артур из Атлантиды».
- Лига Справедливости: Кризис двух Миров

Аквамен появляется в мультфильме «Лига Справедливости: Кризис двух миров», где его озвучил озвучил Джош Китон. Он помогает Бэтмену в борьбе с Супервумен на борту спутника Лиги Справедливости.
- Лига Справедливости: Парадокс источника конфликта

Персонаж также появляется в мультфильме «Лига Справедливости: Парадокс источника конфликта», где его озвучил Кэри Элвес. Из-за изменения Флэшем прошлого меняется реальность. Лига Справедливости не существует. Бэтменом становится Томас Уэйн, а его жена, сойдя с ума, становится Джокером, а Брюс Уэйн погибает от рук уличного бандита. Барри Аллен не обладает суперскоростью, Айрис вышла замуж за другого. Хэлл Джордан, не находит кольцо и не становится известен, как Зеленый Фонарь. Идет война между атлантами и амазонками. Аквамэн представлен, как отрицательный персонаж и король Атлантиды. Чудо-женщина также представлена, как жестокая и деспотичная царица. Супермен был обнаружен правительством и содержится в месте, сдерживающем его способности. Киборг же работает на правительство США. Флэш в конце мультфильма возвращает прежнюю реальность.
- Лига Справедливости: Трон Атлантиды

Аквамен является главным героем мультфильма, сюжет которого основан на осознании Артуром Карри своего происхождения и его вступлении в Лигу справедливости.
- Также Аквамен появляется в некоторых эпизодах следующих мультсериалов: «Лига Справедливости», «Justice League Unlimited[англ.]», «Бэтмен: отважный и смелый», «Юная Лига Справедливости», «Super Friends[англ.]», «Superman: The Animated Series[англ.]», «The Superman/Aquaman Hour of Adventure[англ.]», «The Aquaman & Friends Action Hour».
- Также, в Южном Парке эпизод 504 была Пародия на Аквамена. Члены группы суперлучших друзей так же издевались над Акваменом, называя его «какамен» ссылаясь на бесполезность его сил. В Гриффинах он тоже появляется, но лишь чтобы «очернить репутацию этого супергероя» показывая его бесполезным по мнению создателей мультсериала.
- Появляется в мультфильме «Несправедливость», где покидает Лигу Справедливости из-за разногласий в команде.

### Видеоигры
- Играбельный персонаж в Justice League Task Forse.
- Главный герой игры Aquaman: Battle for Atlantis.
- Открываемый играбельный персонаж в Justice League Heroes.
- Присутствует в игре Batman: The Brave and the Bold — The Videogame. В версии для Nintendo Wii Аквамена можно призывать как помощника, чтобы очистить экран от врагов. В версии для Nintendo DS является играбельным персонажем.
- Появляется в DC Universe Online.
- Играбельный персонаж в Lego Batman 2: DC Super Heroes.
- Играбельный персонаж в Injustice: Gods Among Us. В своей одиночной концовке он объединяет мировые океаны под знаменем Атлантиды и получает контрольный пакет акций в экономике и экологии планеты. Мировые транснациональные корпорации наняли убийц, чтобы положить конец его правлению, но граждане мира подняли гнев на тех, кто хотел подавить влияние Аквамена. После того, как угрозы прекратились, началась волна поддержки Объединенной Земли под командованием Аквамена.
- Играбельный персонаж в Injustice 2. В его одиночной концовке Супермен снова приходит к власти после смерти Брэйниака и поражения Бэтмена. Аквамен не мог собрать силы, достаточно мощные, чтобы сразиться с Суперменом и помешать Верховному советнику снова захватить Атлантиду. Атланты обнаруживают под водой скрытое убежище Повстанцев, в котором находился межпространственный портал Лекса Лютора. После того, как его ученые починили портал, Аквамен использует его, чтобы отправиться в основную вселенную из первой игры, чтобы снова попросить их помощь в остановке Супермена, а также попросить у них прощения.
- Играбельный персонаж в Lego Dimensions.
- Играбельный персонаж в Lego Batman 3: Beyond Gotham.

### Упоминания в поп-культуре
- В фильме «Возвращение Супермена» Джейсон Уайт (сын Кларка Кента и Лоис Лейн) носил пижаму с изображением Аквамена;
- В сериале «Красавцы» главный герой играет Аквамена. Режиссёром в фильме «Аквамен» в сериале выступает Джеймс Кэмерон.
- Один из главных персонажей сериала CBS «Теория Большого взрыва» — Раджеш Кутраппали появляется в костюме Аквамена.
- В фильме «Человек из стали» присутствуют следующие упоминания о персонаже: после спасения людей с нефтяной вышки Кларк Кент какое-то время находится глубоко под водой в окружении двух китов, а также генерал Свонвик использует военный код «Трезубец».[19]
- В одной из серий телесериала The CW «Флэш» Лже-Джей Гаррик упоминает старого друга из Атлантиды.

## Критика и отзывы
В мае 2011 года Аквамен занял 52 место в списке 100 лучших героев комиксов по версии IGN.